# Jouni Grönman
Jouni Johannes Grönman, född 17 maj 1962 i Björneborg, är en finländsk före detta tyngdlyftare.
Grönman blev olympisk bronsmedaljör i 67,5-kilosklassen i tyngdlyftning vid sommarspelen 1984 i Los Angeles.